# Luca Maestri
Luca Maestri (Roma, 14 ottobre 1963) è un dirigente d'azienda italiano.
Fu vicepresidente e direttore finanziario di Apple, e come tale fu tra i dirigenti più pagati al mondo con oltre 25 milioni di dollari l'anno (nel 2015) gestendo, al tempo, una liquidità di oltre 200 miliardi di dollari.

## Biografia
Si è laureato in Economia e Commercio alla LUISS di Roma nel 1989 e ha conseguito un master in Business Administration all'Università di Boston nel 1998.
Terminati gli studi entra a far parte di General Motors. Durante la sua esperienza quasi ventennale presso il colosso americano, Maestri ha curato tra il 2000 e il 2005 la joint venture con Fiat e si è occupato soprattutto del rilancio dell’azienda in Asia e Sudamerica.
Nel 2008 passa alla joint venture tra Nokia e Siemens, dove svolge il ruolo di CFO. Dopo tre anni, nel 2011, ricopre ancora il ruolo di CFO nelle file di Xerox, dove rimane fino al 2013.
Nel 2013 approda a Apple, dapprima come capo della contabilità e successivamente come direttore finanziario in sostituzione di Peter Oppenheimer.
Nel 2022 ha ricevuto a Roma, alla Camera dei Deputati, il Premio America della Fondazione Italia USA.
Nel 2025 entra a far parte del Consiglio di Amministrazione della Jannik Sinner Foundation insieme a Stefano Domenicali.
È stato proposto come successore alla guida di Stellantis, al posto di Carlos Tavares.